# Équipe de Pologne de football à la Coupe du monde 1974
L'équipe de Pologne de football participe à la Coupe du monde de football de 1974 organisée en Allemagne de l'Ouest du 13 juin au 7 juillet 1974. Pour sa deuxième participation, la Pologne est l'équipe surprise du tournoi. Elle effectue à cette occasion son meilleur parcours en Coupe du monde, terminant à la troisième place. La Pologne inscrit 16 buts en sept matchs, ce qui en fait la meilleure attaque de la compétition. Les Polonais comptent dans leurs rang Lato, meilleur buteur du tournoi avec 7 buts, et Władysław Żmuda, meilleur jeune joueur de la compétition.

## Les éliminatoires
C'est la 9e édition des éliminatoires depuis 1934. Les trente-deux sélections participant aux éliminatoires de la zone européenne sont réparties en neuf groupes, quatre groupes de trois équipes et cinq groupes de quatre équipes. Les équipes terminant à la première place des groupes 1 à 8 sont qualifiées pour la phase finale de la Coupe du monde en Allemagne de l'Ouest. L'équipe terminant en tête du groupe 9 se qualifie pour le match de barrage face au vainqueur du groupe 3 de la zone Amérique du Sud, le vainqueur de ce match de barrage obtenant le droit de participer à la Coupe du monde. Le tirage au sort place la Pologne dans le groupe 5 avec l'Angleterre et le Pays de Galles.
Le 15 novembre 1972, l'Angleterre s'impose difficilement au Pays de Galles, un but à zéro, le 24 janvier 1973, les deux équipes ne réussissent pas à se départager et font match nul (1-1) à Londres. Le Pays de Galles reçoit ensuite la Pologne le 28 mars au Ninian Park de Cardiff. James Leighton au retour des vestiaires puis Trevor Hockey peu avant la fin du temps réglementaire offrent aux gallois leur premier succès de ces éliminatoires. La Pologne dans une position déjà inconfortable reçoit l'Angleterre au Stadion Śląski de Chorzów. Les hommes de Górski démarrent fort le match, sept minutes après que le coup d'envoi eut été donné, l'attaquant du Legia Varsovie Robert Gadocha ouvre le score. Deux minutes après le retour des vestiaires, Włodzimierz Lubański donne plus d'ampleur au score, les Polonais résistent et obtiennent un succès de prestige.
Les Polonais débute leur phase retour en recevant les gallois à Chorzów. Robert Gadocha ouvre le score à la demi-heure de jeu, cinq minutes plus tard Lato double la mise de la tête et Domarski à la 53e clôt le score d’une frappe du gauche. Le dernier match des éliminatoires entre l'Angleterre et la Pologne est décisif pour la qualification de l'une ou de l'autre. Les Polonais ont le désavantage de jouer à Wembley, mais peuvent, contrairement aux Anglais, se contenter du point du match nul pour se qualifier. Les Polonais sont largement dominés dans le jeu, les Anglais totalisant 35 frappes au cours de la rencontre, c'est cependant Jan Domarski d'une frappe fuyante qui passe sous le gardien anglais qui ouvre le score, Alan Clarke égalise peu après en prenant Jan Tomaszewski à contre-pied sur penalty. Ce dernier match qualificatif met en évidence le talent du portier polonais Jan Tomaszewski qui à plusieurs reprises repousse les tentatives anglaises,, à contrario Peter Shilton commet une erreur coûtant le but entrainant l'élimination anglaise. Le match nul (1-1) offre à la Pologne sa première participation en phase finale depuis 1938.
| Rang | Équipe         | Pts | J | G | N | P | Bp | Bc | Diff |  | Résultats (▼ dom., ► ext.) |     |     |     |
| ---- | -------------- | --- | - | - | - | - | -- | -- | ---- |  | -------------------------- | --- | --- | --- |
| 1    | Pologne        | 5   | 4 | 2 | 1 | 1 | 6  | 3  | +3   |  | Pologne                    |     | 2-0 | 3-0 |
| 2    | Angleterre     | 4   | 4 | 1 | 2 | 1 | 3  | 4  | -1   |  | Angleterre                 | 1-1 |     | 1-1 |
| 3    | Pays de Galles | 3   | 4 | 1 | 1 | 2 | 3  | 5  | -2   |  | Pays de Galles             | 2-0 | 0-1 |     |

| 28 mars 1973 | Pays de Galles            | 2 - 0 | Pologne | Ninian Park, Cardiff                            |                                                 |
|              | Leighton 46e · Hockey 88e |       |         | Spectateurs : 24 000 Arbitrage : M. Rigo-Suerda | Spectateurs : 24 000 Arbitrage : M. Rigo-Suerda |
|              | détails                   |       |         | Spectateurs : 24 000 Arbitrage : M. Rigo-Suerda | Spectateurs : 24 000 Arbitrage : M. Rigo-Suerda |

| 6 juin 1973 | Pologne                   | 2 - 0 | Angleterre | Stade de Silésie, Chorzow                    |                                              |
|             | Gadocha 7e · Lubanski 47e |       |            | Spectateurs : 90 000 Arbitrage : M. Schiller | Spectateurs : 90 000 Arbitrage : M. Schiller |
|             | détails                   |       |            | Spectateurs : 90 000 Arbitrage : M. Schiller | Spectateurs : 90 000 Arbitrage : M. Schiller |

| 26 septembre 1973 | Pologne                               | 3 - 0 | Pays de Galles | Stade de Silésie, Chorzow                    |                                              |
|                   | Gadocha 29e · Lato 34e · Domarski 53e |       |                | Spectateurs : 90 000 Arbitrage : M. Dahlberg | Spectateurs : 90 000 Arbitrage : M. Dahlberg |
|                   | détails                               |       |                | Spectateurs : 90 000 Arbitrage : M. Dahlberg | Spectateurs : 90 000 Arbitrage : M. Dahlberg |

| 17 octobre 1973 | Angleterre        | 1 - 1 | Pologne      | Wembley, Londres                            |                                             |
|                 | Clarke 63e (pen.) |       | Domarski 57e | Spectateurs : 100 000 Arbitrage : M. Loraux | Spectateurs : 100 000 Arbitrage : M. Loraux |
|                 | détails           |       |              | Spectateurs : 100 000 Arbitrage : M. Loraux | Spectateurs : 100 000 Arbitrage : M. Loraux |

### Buteurs
Au cours de cette campagne, les Polonais on inscrit six buts, avec quatre joueurs différents, Jan Domarski et Robert Gadocha ont chacun inscrit deux buts lors de ces éliminatoires, Włodzimierz Lubański et Grzegorz Lato ont eux inscrit un seul but.
| Place | Joueur               | Poste | Buts | MJ | Temps | Adversaire                 |
| ----- | -------------------- | ----- | ---- | -- | ----- | -------------------------- |
| 1     | Jan Domarski         | M     | 2    | 3  | 216   | Pays de Galles, Angleterre |
| 1     | Robert Gadocha       | A     | 2    | 4  | 360   | Angleterre, Pays de Galles |
| 3     | Włodzimierz Lubański | A     | 1    | 2  | 144   | Angleterre                 |
| 3     | Grzegorz Lato        | A     | 1    | 2  | 180   | Pays de Galles             |

## Les joueurs appelés
Pour la seconde compétition mondiale de football disputée par la Pologne, le sélectionneur Kazimierz Górski décide de reconduire l'équipe qui a affronté la Angleterre en novembre 1973. Le grand absent de la liste est Włodzimierz Lubański, meilleur buteur du championnat de Pologne entre 1966 et 1969, mais blessé aux ligaments du genou face à l'Angleterre en qualification lors d'un choc face à Alan Ball, il ne retrouve la sélection qu'en 1977.
Dans cette liste de vingt-deux joueurs, l'équipe du Wisła Cracovie est la plus représentée avec cinq joueurs, suivie par le Górnik Zabrze et ses quatre joueurs. Le plus jeune joueur de la liste est l’attaquant du Wisła Cracovie Zdzisław Kapka, meilleur buteur du dernier championnat polonais. Le joueur le plus capé à faire le voyage en RFA est le capitaine de la sélection Kazimierz Deyna, il compte 49 sélections à la veille du mondial. Zygmunt Maszczyk est le joueur le plus âgé de la sélection, c'est également le seul joueur du Ruch Chorzów, champions en titre de Pologne. L'effectif sélectionné est relativement inexpérimenté, sur les 22 membres de la sélection, trois ont fait leurs débuts en 1974, sept au cours de l'année 1973.
Górski sélectionne neuf des dix-neuf champions olympiques deux ans plus tôt, il intègre également de jeunes espoirs du football polonais au sein de la sélection, comme le jeune défenseur Władysław Żmuda ou l'attaquant Andrzej Szarmach.

## Préparation de l'événement

### Format et tirage au sort
Seize équipes sont qualifiées pour la Coupe du monde. La compétition se déroule en trois phases, la première, les équipes sont réparties en quatre groupes de quatre. Les deux premiers de chaque groupe accèdent au deuxième tour, où elles se retrouvent à nouveau dans deux poules de quatre. Les gagnants de chaque poule jouent la finale, et les deuxièmes le match pour la troisième place.
Pour le tirage au sort, quatre pots, le pot 1 est composé des sélections d’Europe de l'Ouest, le Pot 2 dont fait partie la Pologne est composé des sélections d’Europe de l'Ouest, le pot 3 des équipes sud-américaine et le pot 4 des équipes du reste du monde. De plus quatre tête de série sont désignées par la FIFA, ces sélections ne peuvent se rencontrer au premier tour, la RFA, nation hôte, le Brésil, tenant du titre, l'Italie et l'Uruguay.
Le tirage au sort de la phase finale a lieu à Francfort le 5 janvier 1974, la Pologne est placé dans le Groupe 4, un groupe relativement relevé composé de l'Italie, finaliste de l’édition précédente et tête de série, de l'Argentine et d'Haïti.

### Préparation
Une fois qualifié pour le mondial allemand, il reste cinq matchs amicaux à jouer pour l'équipe de Pologne avant de partir disputer la Coupe du monde en RFA. Elle est d'abord opposée à l'Irlande, le 21 octobre 1973 au Dalymount Park de Dublin, lors de cette rencontre, les Irlandais par l'intermédiaire de Miah Dennehy ouvrent le score à la demi-heure de jeu, par la suite le score n'évolue plus, les Polonais s’inclinent (0-1). Kazimierz Górski profite de cette rencontre pour donner à Władysław Żmuda et à Zdzisław Kapka leur première cape international.
Avant de se rendre en RFA pour disputer la Coupe du monde, les Polonais disputent quatre match amicaux. Les Polonais commencent par disputer deux matchs amicaux face à Haiti, futur adversaire au sein du groupe 4, les deux rencontres sont disputées à Port-au-Prince les 13 et 15 avril. Le groupe polonais qui effectue le déplacement à Haïti est composé de joueurs ayant peu d’expérience internationale, les joueurs plus expérimentés n'ont pas fait le déplacement. Les Polonais sont d'abord défaits par les Haïtiens sur le score de (2-1), ils prennent leur revanche deux jours plus tard sur le score de trois buts à un. Lors de ces deux rencontres, neuf des joueurs alignés par Górski ont fait leurs débuts internationaux.
Deux jours après la victoire sur Haiti, Kazimierz Górski dirige les Polonais au Stade de Sclessin près de Liège pour rencontrer la Belgique. L'équipe sélectionnée pour le match n'est composée d'aucun joueur ayant pris part au déplacement à Haïti. Menés au score dès la demi-heure de jeu, les Polonais s'en remettent à Kazimierz Deyna auteur de l'égalisation pour revenir à hauteur des Belges, le score n’évolue plus et les deux équipes se séparent dos à dos (1-1). Les Polonais disputent leur ultime match de préparation face à la Grèce à Varsovie un mois avant le début du mondial, lors de cette rencontre les Polonais dominent les Grecs, Grzegorz Lato en première période puis Roman Jakóbczak en seconde inscrivent les buts polonais pour une victoire finale (2-0).
| Match amical    | République d'Irlande | 1 - 0   | Pologne |                                                                      |                                                                      |
| 21 octobre 1973 | Dennehy 32e | (1 - 0) | | Dalymount Park, Dublin Spectateurs : 25 000 Arbitrage : M.Matthewson | Dalymount Park, Dublin Spectateurs : 25 000 Arbitrage : M.Matthewson |
| 21 octobre 1973 | Rapport |         | | Dalymount Park, Dublin Spectateurs : 25 000 Arbitrage : M.Matthewson | Dalymount Park, Dublin Spectateurs : 25 000 Arbitrage : M.Matthewson |
| 21 octobre 1973 | Thomas (Kearns 46e ) - Kinnear, Mancini, Mulligan , Holmes, Martin - Hand, Byrne, Conroy (Dennehy 10e ), Treacy, Givens (Hale 84e ) | Équipes | Kalinowski - Gut, Bulzacki, Żmuda, Szymanowski - Ćmikiewicz, Deyna, Kasperczak - Lato (Kmiecik 73e ), Kapka (Domarski 46e ), Gadocha | Dalymount Park, Dublin Spectateurs : 25 000 Arbitrage : M.Matthewson | Dalymount Park, Dublin Spectateurs : 25 000 Arbitrage : M.Matthewson |

| Match amical  | Haiti | 2 - 1   | Pologne |                                                                               |                                                                               |
| 13 avril 1974 | Sanon 35e, Saint-Vil 49e | (1 - 0) | Szarmach 86e | Stade Sylvio Cator, Port-au-Prince Spectateurs : 25 000 Arbitrage : M.Ramírez | Stade Sylvio Cator, Port-au-Prince Spectateurs : 25 000 Arbitrage : M.Ramírez |
| 13 avril 1974 | Rapport |         | | Stade Sylvio Cator, Port-au-Prince Spectateurs : 25 000 Arbitrage : M.Ramírez | Stade Sylvio Cator, Port-au-Prince Spectateurs : 25 000 Arbitrage : M.Ramírez |
| 13 avril 1974 | Piquant - Bayonne, Jean-Joseph, Auguste, Nazaire (Ducoste 68e )- Eddy, Vorbe , Désir, G.Saint-Vil (Léandre 75e ) - Sanon, R.Saint-Vil | Équipes | Fischer - Sobczyński, Wyrobek, Wieczorek, Białas - Kmiecik, Kasalik (Drozdowski 46e ), Kwiatkowski - Ogaza (Karaś 63e ), Kapka , Kusto (Szarmach 75e ) | Stade Sylvio Cator, Port-au-Prince Spectateurs : 25 000 Arbitrage : M.Ramírez | Stade Sylvio Cator, Port-au-Prince Spectateurs : 25 000 Arbitrage : M.Ramírez |

| Match amical  | Haiti | 1 - 3   | Pologne |                                                                               |                                                                               |
| 15 avril 1974 | Léandre 48e | (0 - 3) | Szarmach 13e 38e, Kusto 35e | Stade Sylvio Cator, Port-au-Prince Spectateurs : 25 000 Arbitrage : M.Ramírez | Stade Sylvio Cator, Port-au-Prince Spectateurs : 25 000 Arbitrage : M.Ramírez |
| 15 avril 1974 | Rapport |         | | Stade Sylvio Cator, Port-au-Prince Spectateurs : 25 000 Arbitrage : M.Ramírez | Stade Sylvio Cator, Port-au-Prince Spectateurs : 25 000 Arbitrage : M.Ramírez |
| 15 avril 1974 | Joseph (Telusma 40e ) - Léandre, André, Ducoste, Formose (Louis 46e )- Austin, Racine , Francois - G.Saint-Vil (Sanon 46e ) - Barthelemy, Léandre | Équipes | Sikorski - Wyrobek , Żmuda, Wieczorek, Sobczyński - Drozdowski, Kmiecik, Karaś (Kasalik 58e ) - Szarmach (Ogaza 76e ), Kapka (Kusto 9e ), Kwiatkowski | Stade Sylvio Cator, Port-au-Prince Spectateurs : 25 000 Arbitrage : M.Ramírez | Stade Sylvio Cator, Port-au-Prince Spectateurs : 25 000 Arbitrage : M.Ramírez |

| Match amical  | Belgique | 1 - 1   | Pologne |                                                                         |                                                                         |
| 17 avril 1974 | Van Moer 32e | (1 - 0) | Deyna 67e | Stade Maurice Dufrasne, Liège Spectateurs : 5 536 Arbitrage : M.Mathias | Stade Maurice Dufrasne, Liège Spectateurs : 5 536 Arbitrage : M.Mathias |
| 17 avril 1974 | Rapport |         | | Stade Maurice Dufrasne, Liège Spectateurs : 5 536 Arbitrage : M.Mathias | Stade Maurice Dufrasne, Liège Spectateurs : 5 536 Arbitrage : M.Mathias |
| 17 avril 1974 | Piot - Van Binst, Dewalque, Vandendaele, Thissen - Van Moer (Nicolaes 83e ), Verheyen , Martens, Henrotay - Van Himst (Dockx 46e ), Lambert | Équipes | Kalinowski - Gut , Ćmikiewicz, Musiał, Bulzacki - Maszczyk, Deyna , Kasperczak - Lato , Domarski (Chojnacki 67e ), Gadocha | Stade Maurice Dufrasne, Liège Spectateurs : 5 536 Arbitrage : M.Mathias | Stade Maurice Dufrasne, Liège Spectateurs : 5 536 Arbitrage : M.Mathias |

| Match amical | Pologne | 2 - 0   | Grèce |                                                                              |                                                                              |
| 15 mai 1974  | Lato 32e, Jakóbczak 77e | (1 - 0) | | Stadion Dziesięciolecia, Varsovie Spectateurs : 15 000 Arbitrage : M.Smejkal | Stadion Dziesięciolecia, Varsovie Spectateurs : 15 000 Arbitrage : M.Smejkal |
| 15 mai 1974  | Rapport |         | | Stadion Dziesięciolecia, Varsovie Spectateurs : 15 000 Arbitrage : M.Smejkal | Stadion Dziesięciolecia, Varsovie Spectateurs : 15 000 Arbitrage : M.Smejkal |
| 15 mai 1974  | Fischer (Kalinowski 46e ) - Bulzacki (Sobczyński 46e ), Żmuda, Gorgoń, Musiał - Garłowski (Kmiecik 46e ) , Kasperczak , Jakóbczak, Lato (Kusto 46e ) - Domarski (Kapka 46e ), Gadocha | Équipes | Ikonomópoulos - Pallas , Siokos, Synetopoulos, Iosifidis - Sarafis , Intzoglou, Stravopodis (Nikolaou 80e ), Terzanidis - Aslanidis, Aidiniou | Stadion Dziesięciolecia, Varsovie Spectateurs : 15 000 Arbitrage : M.Smejkal | Stadion Dziesięciolecia, Varsovie Spectateurs : 15 000 Arbitrage : M.Smejkal |

## Phase finale

### Premier tour

#### Groupe 4
Les Polonais débutent leur mondial face à l'Argentine. Au Neckarstadion de Stuttgart, les aigles blancs commencent idéalement leur rencontre : à la 7e minute de jeu, Grzegorz Lato profite d'un corner relâché par le portier argentin Daniel Carnevali pour pousser le cuir au fond des filets argentins et ouvrir le score. Dès la minute suivante, les Polonais doublent la mise : à la suite d'une récupération au milieu de terrain, Andrzej Szarmach, idéalement lancé dans la profondeur, vient gagner son duel face au gardien de l'Albiceleste. À l'heure de jeu, Ramón Heredia relance le match en réduisant l'écart, mais deux minutes seulement après cette réduction du score, Grzegorz Lato réalise un doublé en profitant de l'erreur de Daniel Carnevali, ce dernier dégageant directement dans les pieds de l’attaquant du Stal Mielec. Carlos Babington profite d'un cafouillage dans la surface polonaise pour de nouveau rapprocher les Argentins. Les Polonais finissent par s'imposer (3-2).

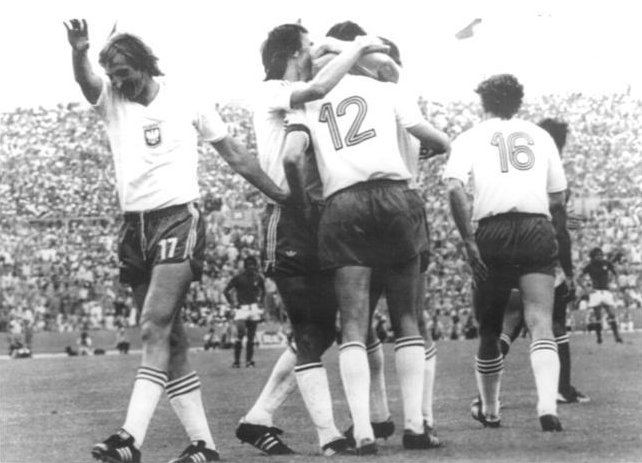
Les Polonais célébrant leur second but face à l'Italie.

Dans le cadre de la seconde journée de ce premier tour, Polonais et Haïtiens, déjà adversaires à deux reprises en préparation, se retrouvent de nouveau, cette fois-ci au stade olympique de Munich, lieu du sacre olympique polonais deux ans auparavant. Lancé par un ballon piqué en profondeur, Grzegorz Lato profite du mauvais timing d'un défenseur haïtien pour se retrouver face au portier et inscrire le premier but de la partie. La minute suivante, Kazimierz Deyna coupe au premier poteau un corner pour doubler le score. À la 30e minute, Andrzej Szarmach profite d'un nouveau coup de pied de coin pour inscrire son premier but de la rencontre, trompant d'une tête décroisée Henri Françillon. À la 31e, Jerzy Gorgoń donne quatre buts d'avance aux siens sur un coup franc aux trente mètres sous la barre haïtienne. Puis c'est au tour d'Andrzej Szarmach, seul dans la surface adverse, idéalement servi, d'inscrire un nouveau but polonais, le troisième en l'espace de cinq minutes. Les Polonais regagnent les vestiaires avec cinq buts d’avance. Cinq minutes après la reprise, Andrzej Szarmach inscrit le but du triplé, reprenant victorieusement d'une tête piquée un corner tiré au second poteau. À la 87e, Grzegorz Lato clôt le score, et les Polonais s'imposent (7-0).
La Pologne dispute une dernière journée sans grand enjeu pour elle, les Polonais étant déjà qualifiés. Gorski ne fait cependant pas de changement et aligne son équipe type contre l'Italie. Sur un centre de Henryk Kasperczak venu de la droite, Andrzej Szarmach passe devant son vis-à-vis pour ouvrir le score de la tête à la 38e minute de jeu. Avant la mi-temps, le capitaine polonais Kazimierz Deyna double le score d’une superbe frappe de l'entrée de la surface. Peu avant la fin, les Transalpins réduisent l'écart par l'intermédiaire de Fabio Capello. Les Polonais finissent néanmoins par s'imposer (2-1). La Pologne se qualifie pour le deuxième tour en remportant son groupe avec un bilan parfait de trois succès en trois rencontres.
| Rang | Équipe    | Pts | J | G | N | P | Bp | Bc | Diff |
| ---- | --------- | --- | - | - | - | - | -- | -- | ---- |
| 1    | Pologne   | 6   | 3 | 3 | 0 | 0 | 12 | 3  | +9   |
| 2    | Argentine | 3   | 3 | 1 | 1 | 1 | 7  | 5  | +2   |
| 3    | Italie    | 3   | 3 | 1 | 1 | 1 | 5  | 4  | +1   |
| 4    | Haiti     | 0   | 3 | 0 | 0 | 3 | 2  | 14 | -12  |

| 15 juin 1974                      | Pologne                    | 3 - 2   | Argentine                   | Neckarstadion, Stuttgart                      |                                               |
| 18:00 · Historique des rencontres | Lato 7e, 62e · Szarmach 8e | (2 - 0) | Heredia 60e · Babington 66e | Spectateurs : 31 500 Arbitrage : Clive Thomas | Spectateurs : 31 500 Arbitrage : Clive Thomas |
| 18:00 · Historique des rencontres | (Rapport)                  |         |                             | Spectateurs : 31 500 Arbitrage : Clive Thomas | Spectateurs : 31 500 Arbitrage : Clive Thomas |

| 19 juin 1974                      | Haïti     | 0 - 7   | Pologne                                                         | Olympiastadion, Munich                               |                                                      |
| 19:30 · Historique des rencontres |           | (0 - 5) | Lato 17e, 87e · Deyna 18e · Szarmach 30e, 34e, 50e · Gorgoń 31e | Spectateurs : 23 400 Arbitrage : Govindasamy Suppiah | Spectateurs : 23 400 Arbitrage : Govindasamy Suppiah |
| 19:30 · Historique des rencontres | (Rapport) |         |                                                                 | Spectateurs : 23 400 Arbitrage : Govindasamy Suppiah | Spectateurs : 23 400 Arbitrage : Govindasamy Suppiah |

| 23 juin 1974                      | Pologne                  | 2 - 1   | Italie      | Neckarstadion, Stuttgart                              |                                                       |
| 16:00 · Historique des rencontres | Szarmach 38e · Deyna 44e | (2 - 0) | Capello 85e | Spectateurs : 68 900 Arbitrage : Hans-Joachim Weyland | Spectateurs : 68 900 Arbitrage : Hans-Joachim Weyland |
| 16:00 · Historique des rencontres | (Rapport)                |         |             | Spectateurs : 68 900 Arbitrage : Hans-Joachim Weyland | Spectateurs : 68 900 Arbitrage : Hans-Joachim Weyland |

### Deuxième tour

#### Groupe B
Les Polonais débutent leur second tour le 26 juin face à la Suède au Neckarstadion de Stuttgart. La rencontre est plus accrochée que ce ne fut le cas au premier tour. Grzegorz Lato inscrit avant la mi-temps le seul but de la rencontre. Cette victoire (1-0) permet de lancer idéalement la Pologne dans la course à la qualification pour la finale. En deuxième journée de ce deuxième tour, les Polonais rencontrent la Yougoslavie. À la 24e minute, le capitaine Kazimierz Deyna transforme un penalty pour donner l'avantage aux blancs et rouges. Stanislav Karasi relance le match peu avant la mi-temps en égalisant après avoir éliminé le gardien Jan Tomaszewski. Peu après l'heure de jeu, les Polonais reprennent l'avantage sur corner grâce à Grzegorz Lato. Ils s'imposent (2-1), une victoire qui leur permet de s'offrir un match décisif faisant office de demi-finale face à la RFA, avec obligation de gagner pour les Polonais pour atteindre la finale, tandis que les Allemands, grâce à la différence de buts, peuvent se contenter d'un nul. Les pluies orageuses inondent le terrain et le coup d'envoi de la rencontre est retardée avant de finalement débuter avec plus de trente minutes de retard. Sur un terrain difficilement praticable, les Polonais ne réussissent pas à conclure leur bonne partie, la faute au portier allemand Sepp Maier. En seconde mi-temps les Allemands ratent un pénalty et la 76e minute de jeu, Gerd Müller parvient à tromper la défense polonaise. Le score n'évolue plus par la suite, les Polonais offensivement inefficaces doivent se contenter de la petite finale.
| Rang | Équipe               | Pts | J | G | N | P | Bp | Bc | Diff |
| ---- | -------------------- | --- | - | - | - | - | -- | -- | ---- |
| 1    | Allemagne de l'Ouest | 6   | 3 | 3 | 0 | 0 | 7  | 2  | +5   |
| 2    | Pologne              | 4   | 3 | 2 | 0 | 1 | 3  | 2  | +1   |
| 3    | Suède                | 2   | 3 | 1 | 0 | 2 | 4  | 6  | -2   |
| 4    | Yougoslavie          | 0   | 3 | 0 | 0 | 3 | 2  | 6  | -4   |

| 26 juin 1974                      | Suède     | 0 - 1   | Pologne  | Neckarstadion, Stuttgart                       |                                                |
| 19:30 · Historique des rencontres |           | (0 - 1) | Lato 43e | Spectateurs : 43 755 Arbitrage : Ramon Barreto | Spectateurs : 43 755 Arbitrage : Ramon Barreto |
| 19:30 · Historique des rencontres | (Rapport) |         |          | Spectateurs : 43 755 Arbitrage : Ramon Barreto | Spectateurs : 43 755 Arbitrage : Ramon Barreto |

| 30 juin 1974                      | Pologne                    | 2 - 1   | Yougoslavie | Waldstadion, Francfort-sur-le-Main             |                                                |
| 16:00 · Historique des rencontres | Deyna 24e (pen) · Lato 62e | (1 - 1) | Karasi 43e  | Spectateurs : 55 000 Arbitrage : Rudi Glöckner | Spectateurs : 55 000 Arbitrage : Rudi Glöckner |
| 16:00 · Historique des rencontres | (Rapport)                  |         |             | Spectateurs : 55 000 Arbitrage : Rudi Glöckner | Spectateurs : 55 000 Arbitrage : Rudi Glöckner |

| 3 juillet 1974                    | Pologne   | 0 - 1   | Allemagne de l'Ouest | Waldstadion, Francfort-sur-le-Main              |                                                 |
| 16:30 · Historique des rencontres |           | (0 - 0) | Müller 76e           | Spectateurs : 59 000 Arbitrage : Erich Linemayr | Spectateurs : 59 000 Arbitrage : Erich Linemayr |
| 16:30 · Historique des rencontres | (Rapport) |         |                      | Spectateurs : 59 000 Arbitrage : Erich Linemayr | Spectateurs : 59 000 Arbitrage : Erich Linemayr |

### Match pour la troisième place
Lors du match pour la troisième place, les Polonais rencontrent la Seleção à Munich. À la 76e minute, Grzegorz Lato sur une contre-attaque prend de vitesse la défense brésilienne, longeant la ligne de touche avant de repiquer dans la surface brésilienne. Excentré dans la surface, il trompe le gardien de but brésilien Émerson Leão, venu à sa rencontre, d'une frappe croisée qui termine sa course dans le petit filet. Avec cette victoire sur le Brésil, la Pologne termine son beau parcours en Coupe du monde sur une bonne note et monte sur le podium mondial, ce qui constitue la meilleure performance de l'histoire du football polonais en Coupe du monde.
| 6 juillet 1974                    | Brésil    | 0 - 1   | Pologne  | Olympiastadion, Munich                            |                                                   |
| 16:00 · Historique des rencontres |           | (0 - 0) | Lato 76e | Spectateurs : 74 100 Arbitrage : Aurelio Angonese | Spectateurs : 74 100 Arbitrage : Aurelio Angonese |
| 16:00 · Historique des rencontres | (Rapport) |         |          | Spectateurs : 74 100 Arbitrage : Aurelio Angonese | Spectateurs : 74 100 Arbitrage : Aurelio Angonese |

## Statistiques
La Pologne termine meilleure attaque de la compétition avec 16 buts marqués, Lato termine meilleur buteur de la compétition avec 7 buts, Andrzej Szarmach, termine deuxième réalisateur de ce mondial avec 5 buts.

### Temps de jeu
| Joueur             |          |          |          |          |          |          |          | TT       | But      | MJ       | MT       | Légende |
| ------------------ | -------- | -------- | -------- | -------- | -------- | -------- | -------- | -------- | -------- | -------- | -------- | --- |
| Gardiens           | Gardiens | Gardiens | Gardiens | Gardiens | Gardiens | Gardiens | Gardiens | Gardiens | Gardiens | Gardiens | Gardiens | Abréviations et symboles : · TT : Total de minutes jouées · MJ : Nombre de matchs joués · MT : Matchs joués en tant que titulaire · : but · : joueur entré · : joueur remplacé · : capitaine · : carton jaune · : carton rouge |
| Andrzej Fischer    | 0 min    | 0 min    | 0 min    | 0 min    | 0 min    | 0 min    | 0 min    | 0 min    | 0        | 0        | 0        | Abréviations et symboles : · TT : Total de minutes jouées · MJ : Nombre de matchs joués · MT : Matchs joués en tant que titulaire · : but · : joueur entré · : joueur remplacé · : capitaine · : carton jaune · : carton rouge |
| Jan Tomaszewski    | 90 min   | 90 min   | 90 min   | 90 min   | 90 min   | 90 min   | 90 min   | 630 min  | 0        | 7        | 7        | Abréviations et symboles : · TT : Total de minutes jouées · MJ : Nombre de matchs joués · MT : Matchs joués en tant que titulaire · : but · : joueur entré · : joueur remplacé · : capitaine · : carton jaune · : carton rouge |
| Zygmunt Kalinowski | 0 min    | 0 min    | 0 min    | 0 min    | 0 min    | 0 min    | 0 min    | 0 min    | 0        | 0        | 0        | Abréviations et symboles : · TT : Total de minutes jouées · MJ : Nombre de matchs joués · MT : Matchs joués en tant que titulaire · : but · : joueur entré · : joueur remplacé · : capitaine · : carton jaune · : carton rouge |
| Défenseurs         |          |          |          |          |          |          |          |          |          |          |          | Abréviations et symboles : · TT : Total de minutes jouées · MJ : Nombre de matchs joués · MT : Matchs joués en tant que titulaire · : but · : joueur entré · : joueur remplacé · : capitaine · : carton jaune · : carton rouge |
| Antoni Szymanowski | 90 min   | 90 min   | 90 min   | 90 min   | 90 min   | 90 min   | 90 min   | 630 min  | 0        | 7        | 7        | Abréviations et symboles : · TT : Total de minutes jouées · MJ : Nombre de matchs joués · MT : Matchs joués en tant que titulaire · : but · : joueur entré · : joueur remplacé · : capitaine · : carton jaune · : carton rouge |
| Zbigniew Gut       | 0 min    | 19 min   | 0 min    | 90 min   | 0 min    | 0 min    | 0 min    | 109 min  | 0        | 2        | 1        | Abréviations et symboles : · TT : Total de minutes jouées · MJ : Nombre de matchs joués · MT : Matchs joués en tant que titulaire · : but · : joueur entré · : joueur remplacé · : capitaine · : carton jaune · : carton rouge |
| Jerzy Gorgoń       | 90 min   | 90 min   | 90 min   | 90 min   | 90 min   | 90 min   | 90 min   | 630 min  | 1        | 7        | 7        | Abréviations et symboles : · TT : Total de minutes jouées · MJ : Nombre de matchs joués · MT : Matchs joués en tant que titulaire · : but · : joueur entré · : joueur remplacé · : capitaine · : carton jaune · : carton rouge |
| Mirosław Bulzacki  | 0 min    | 0 min    | 0 min    | 0 min    | 0 min    | 0 min    | 0 min    | 0 min    | 0        | 0        | 0        | Abréviations et symboles : · TT : Total de minutes jouées · MJ : Nombre de matchs joués · MT : Matchs joués en tant que titulaire · : but · : joueur entré · : joueur remplacé · : capitaine · : carton jaune · : carton rouge |
| Władysław Żmuda    | 90 min   | 90 min   | 90 min   | 90 min   | 90 min   | 90 min   | 90 min   | 630 min  | 0        | 7        | 7        | Abréviations et symboles : · TT : Total de minutes jouées · MJ : Nombre de matchs joués · MT : Matchs joués en tant que titulaire · : but · : joueur entré · : joueur remplacé · : capitaine · : carton jaune · : carton rouge |
| Adam Musiał        | 90 min   | 71 min   | 90 min   | 0 min    | 90 min   | 90 min   | 90 min   | 521 min  | 0        | 6        | 6        | Abréviations et symboles : · TT : Total de minutes jouées · MJ : Nombre de matchs joués · MT : Matchs joués en tant que titulaire · : but · : joueur entré · : joueur remplacé · : capitaine · : carton jaune · : carton rouge |
| Milieux            |          |          |          |          |          |          |          |          |          |          |          | Abréviations et symboles : · TT : Total de minutes jouées · MJ : Nombre de matchs joués · MT : Matchs joués en tant que titulaire · : but · : joueur entré · : joueur remplacé · : capitaine · : carton jaune · : carton rouge |
| Henryk Wieczorek   | 0 min    | 0 min    | 0 min    | 0 min    | 0 min    | 0 min    | 0 min    | 0 min    | 0        | 0        | 0        | Abréviations et symboles : · TT : Total de minutes jouées · MJ : Nombre de matchs joués · MT : Matchs joués en tant que titulaire · : but · : joueur entré · : joueur remplacé · : capitaine · : carton jaune · : carton rouge |
| Lesław Ćmikiewicz  | 5 min    | 25 min   | 12 min   | 0 min    | 33 min   | 10 min   | 17 min   | 102 min  | 0        | 6        | 0        | Abréviations et symboles : · TT : Total de minutes jouées · MJ : Nombre de matchs joués · MT : Matchs joués en tant que titulaire · : but · : joueur entré · : joueur remplacé · : capitaine · : carton jaune · : carton rouge |
| Kazimierz Deyna    | 90 min   | 90 min   | 90 min   | 90 min   | 80 min   | 90 min   | 90 min   | 620 min  | 3        | 7        | 7        | Abréviations et symboles : · TT : Total de minutes jouées · MJ : Nombre de matchs joués · MT : Matchs joués en tant que titulaire · : but · : joueur entré · : joueur remplacé · : capitaine · : carton jaune · : carton rouge |
| Henryk Kasperczak  | 90 min   | 90 min   | 90 min   | 90 min   | 90 min   | 80 min   | 73 min   | 593 min  | 0        | 7        | 7        | Abréviations et symboles : · TT : Total de minutes jouées · MJ : Nombre de matchs joués · MT : Matchs joués en tant que titulaire · : but · : joueur entré · : joueur remplacé · : capitaine · : carton jaune · : carton rouge |
| Zygmunt Maszczyk   | 90 min   | 65 min   | 90 min   | 90 min   | 90 min   | 80 min   | 90 min   | 595 min  | 0        | 7        | 7        | Abréviations et symboles : · TT : Total de minutes jouées · MJ : Nombre de matchs joués · MT : Matchs joués en tant que titulaire · : but · : joueur entré · : joueur remplacé · : capitaine · : carton jaune · : carton rouge |
| Attaquants         |          |          |          |          |          |          |          |          |          |          |          | Abréviations et symboles : · TT : Total de minutes jouées · MJ : Nombre de matchs joués · MT : Matchs joués en tant que titulaire · : but · : joueur entré · : joueur remplacé · : capitaine · : carton jaune · : carton rouge |
| Roman Jakóbczak    | 0 min    | 0 min    | 0 min    | 0 min    | 0 min    | 0 min    | 0 min    | 0 min    | 0        | 0        | 0        | Abréviations et symboles : · TT : Total de minutes jouées · MJ : Nombre de matchs joués · MT : Matchs joués en tant que titulaire · : but · : joueur entré · : joueur remplacé · : capitaine · : carton jaune · : carton rouge |
| Grzegorz Lato      | 90 min   | 90 min   | 90 min   | 90 min   | 90 min   | 90 min   | 90 min   | 630 min  | 7        | 7        | 7        | Abréviations et symboles : · TT : Total de minutes jouées · MJ : Nombre de matchs joués · MT : Matchs joués en tant que titulaire · : but · : joueur entré · : joueur remplacé · : capitaine · : carton jaune · : carton rouge |
| Andrzej Szarmach   | 70 min   | 90 min   | 78 min   | 60 min   | 57 min   | 0 min    | 75 min   | 430 min  | 5        | 6        | 6        | Abréviations et symboles : · TT : Total de minutes jouées · MJ : Nombre de matchs joués · MT : Matchs joués en tant que titulaire · : but · : joueur entré · : joueur remplacé · : capitaine · : carton jaune · : carton rouge |
| Robert Gadocha     | 85 min   | 90 min   | 90 min   | 90 min   | 90 min   | 90 min   | 90 min   | 625 min  | 0        | 7        | 7        | Abréviations et symboles : · TT : Total de minutes jouées · MJ : Nombre de matchs joués · MT : Matchs joués en tant que titulaire · : but · : joueur entré · : joueur remplacé · : capitaine · : carton jaune · : carton rouge |
| Jan Domarski       | 20 min   | 0 min    | 0 min    | 0 min    | 10 min   | 90 min   | 0 min    | 120 min  | 0        | 3        | 1        | Abréviations et symboles : · TT : Total de minutes jouées · MJ : Nombre de matchs joués · MT : Matchs joués en tant que titulaire · : but · : joueur entré · : joueur remplacé · : capitaine · : carton jaune · : carton rouge |
| Zdzisław Kapka     | 0 min    | 0 min    | 0 min    | 0 min    | 0 min    | 0 min    | 15 min   | 15 min   | 0        | 1        | 0        | Abréviations et symboles : · TT : Total de minutes jouées · MJ : Nombre de matchs joués · MT : Matchs joués en tant que titulaire · : but · : joueur entré · : joueur remplacé · : capitaine · : carton jaune · : carton rouge |
| Kazimierz Kmiecik  | 0 min    | 0 min    | 0 min    | 30 min   | 0 min    | 10 min   | 0 min    | 40 min   | 0        | 2        | 0        | Abréviations et symboles : · TT : Total de minutes jouées · MJ : Nombre de matchs joués · MT : Matchs joués en tant que titulaire · : but · : joueur entré · : joueur remplacé · : capitaine · : carton jaune · : carton rouge |
| Marek Kusto        | 0 min    | 0 min    | 0 min    | 0 min    | 0 min    | 0 min    | 0 min    | 0 min    | 0        | 0        | 0        | Abréviations et symboles : · TT : Total de minutes jouées · MJ : Nombre de matchs joués · MT : Matchs joués en tant que titulaire · : but · : joueur entré · : joueur remplacé · : capitaine · : carton jaune · : carton rouge |

### Buteurs
Au cours de cette campagne, les polonais on inscrit seize buts ce qui en fait la meilleure attaque, ses buts ont été réalisés par quatre joueurs différents, Grzegorz Lato meilleur réalisateur de ce mondial 1974 avec 7 buts, Andrzej Szarmach second de ce classement avec 5 buts, le capitaine polonais Kazimierz Deyna a inscrit trois buts, le défenseur Jerzy Gorgoń a inscrit un seul but.
| Place | Joueur           | Poste | Buts | MJ | Temps | Adversaire                                       |
| ----- | ---------------- | ----- | ---- | -- | ----- | ------------------------------------------------ |
| 1     | Grzegorz Lato    | A     | 7    | 7  | 630   | Argentine (2) Haiti (2) Suède Yougoslavie Brésil |
| 2     | Andrzej Szarmach | A     | 5    | 6  | 430   | Argentine Haiti (3) Italie                       |
| 3     | Kazimierz Deyna  | M     | 3    | 7  | 620   | Haiti Italie Yougoslavie                         |
| 4     | Jerzy Gorgoń     | D     | 2    | 7  | 630   | Haiti                                            |